# Klaus Fischer
Klaus Fischer (Lindberg, 27 de dezembro de 1949) é um ex-futebolista e treinador alemão.

## Carreira

### 1860 München
Em uma carreira profissional de vinte anos, Fischer foi artilheiro em todos os clubes onde passou, incluindo a Seleção Alemã. Iniciou nas categorias de base dos pequenos Kreuzstraßl e Zwiesel, antes de receber sua primeira oportunidade profissional no tradicional 1860 München. Apesar do número razoável de gols marcados em sua primeira temporada (9), na segunda Fisher conseguiu marcou dezenove, terminando como terceiro melhor marcador da temporada, mas não evitando o rebaixamento do 1860.

### Schalke 04
Após o rebaixamento, acabou se transferindo para o Schalke 04. Em sua primeira temporada na equipe, acabou sendo envolvido e punido no escândalo de suborno em 1971. Inicialmente, foi banido do futebol, mas acabou sendo suspenso durante um ano. Após seu retorno, esteve presente no único título que conquistou em suas onze temporadas no clube: a Copa da Alemanha, tendo marcado uma vez na final. Esteve perto de conquistar o título alemão em duas oportunidades, mas acabou ficando com o vice.

### Koln
Tendo terminado como artilheiro do campeonato em sua sexta temporada no clube, anotando vinte e nove tentos, se transferiu para o Colônia no início dos anos 1980. No Colônia, conquistou em sua terceira temporada, sua segunda e útlima Copa da Alemanha. Também esteve perto de conquistar seu primeiro título alemão, mas novamento ficou com o vice.

### Bochum
Ainda teve uma passagem de quatro temporadas no Bochum, onde quase conquistou sua terceira Copa da Alemanha, mas ficando com o vice. Terminou ali mesmo sua carreira, aos trinte e oito anos.
Além de seus 268 gols pelo campeonato, ficando atrás apenas do lendário Gerd Müller na classificação geral, Fischer esteve presente em duas Copas do Mundo: 1978 e 1982, onde terminou com o vice-campeonato. Ao todo, marcou trinta e duas vezes em quarenta e cinco partidas. Fisher ainda teve dois períodos como treinador interino do Schalke e, atualmente, trabalha em uma escola de treinamento de futebol.

## Títulos
Schalke 04
- Copa da Alemanha: 1972

Köln
- Copa da Alemanha: 1983

### Individuais
- Artilheiro do Campeonato Alemão: 1976 (29 gols)